# Fenprocumon
El fenprocumón es un anticoagulante derivado de la cumarina, un antagonista de la vitamina K que inhibe la coagulación mediante la neutralización de la síntesis de los factores de coagulación II, VII, IX y X. Es utilizado para la profilaxis y el tratamiento de los trastornos debidos a trombosis. Su media plasmática es más larga que la de la warfarina, así como su inicio de acción más lento y duración más prolongada.[cita requerida]